# ウルジン・ガルマーエフ
ウルジン・ガルマーエヴィチ・ガルマーエフ（ブリヤート語: Гармын Үржэн、漢字：烏爾金·加爾瑪耶維奇·加爾瑪耶夫、ロシア語: Уржин Гармаевич Гармаев、1888年または1889年 - 1947年3月13日）は、満州国軍の軍人。ブリヤート人。ロシア内戦時は反革命軍に属し、のち満州へ移住して興安北省警備軍司令官、第10軍管区司令官などを務めた。最終階級は陸軍上将。

## 経歴
1918年、ウルジンはアガ草原の指導者やツゴール僧院（ダツァン）を代表して、満州にいたグリゴリー・セミョーノフを訪れ関係を樹立した。その後、セミョーノフの軍士官学校（チタ）を卒業し、トロイツコサフスク（キャフタ）に配備されたクリミア師団でブリヤート人部隊の将校となった。トロイツコサフスクが中国軍に占領されクリミア師団が降服した後、1921年、革命を避けて家族や部下を連れて満州へ亡命した。そしてハイラル郊外のシネヘイ（錫尼河）に居を構え、牧畜をおこなっていた。付近に住むブリヤート族3,000人を統括していたため、満州国は建国当初、ウルジンを興安北省警備軍司令官少将に任命した。
1935年1月、満州国と外モンゴルの国境付近で哈爾哈廟事件が発生すると、ウルジンは現場へ出動して事件の処理にあたった。その後、国境問題解決のための満州里会議が開催されると、ウルジンも満州国代表団の次席として参加した（第1次会議）。1936年4月、興安北省長の凌陞（満州里会議の主席代表）が通敵行為の容疑で日本の憲兵隊に逮捕、処刑された（凌陞事件）。次席代表であったウルジンも嫌疑者となり、満州国最高顧問佐々木到一のもとへ呼び出されたが、共産主義と戦い満州へ亡命してきた経歴から疑いを否定、佐々木も納得し尋問は5分で終了した。満州里会議の第2次会議以降は、ウルジンが首席代表となって交渉を行った。
1939年に発生したノモンハン事件（第1次・第2次）の際には、第10軍管区司令官ウルジン中将の興安北警備軍（通称：烏爾金部隊。興安騎兵第1、2、7、8、9団他）も参戦した。第2次ノモンハン事件では、日本軍第23師団の最右翼に配置されて戦った。烏爾金部隊はバルシャガル高地での奮戦により、感状と賞金1万円を授与された。
1945年1月、ウルジンは上将に昇進すると同時に、陸軍興安学校の校長に転任した。ソ連参戦時、満州国軍第2師の隷下で防衛戦に参加予定であった教導団が叛乱を起こしたため、ウルジンは自動車で追いかけて説得に努めたが翻意させることは出来なかった。ソ連が満州国を占領するとウルジンは新京のソビエト占領軍司令部にみずから出頭し、拘束を受けた後にモスクワへ連行され、1947年3月13日反革命分子として銃殺された。しかし、ソビエト連邦の崩壊後の1992年2月23日に名誉回復された。

## 人物

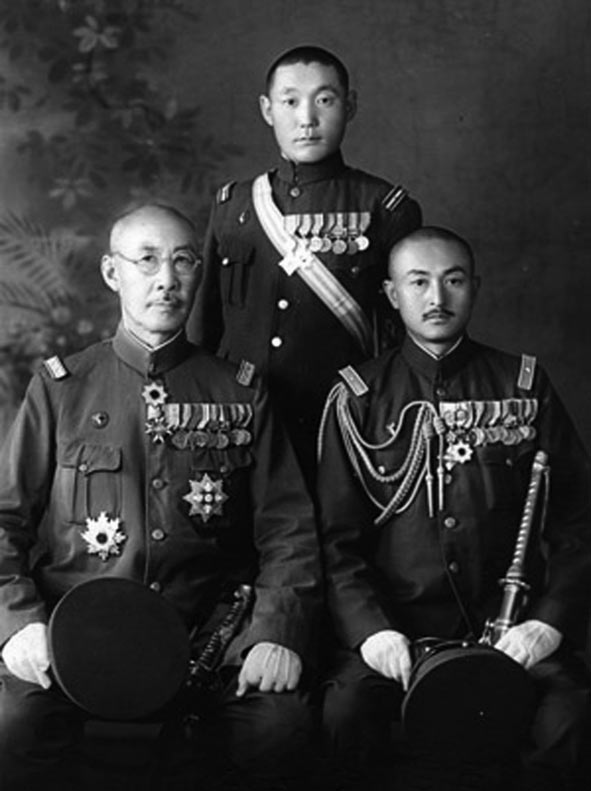
第10軍管区司令官時代のウルジン(左)とジョンジュルジャブ参謀長(右)。

ウルジンは身長2メートル、体重100キロに達するほどの巨漢であった。熱心な仏教信者であり、哈爾哈廟（ハルハ廟）事件で外蒙軍が撤退した後、同寺を訪れたウルジンは破壊された内部の様子を見て涙を流し、コミンテルンによる仏教勢力一掃の政策を嘆いた。また、第10軍管区司令官の時、ウルジンが顧問の田古里直中佐に「どうして仏さまの上に天照大神がいるのか」などと言って口論となったことを、その時通訳していたジョンジュルジャブが回想している。
息子ダシニーマ（ダシニャム）は満州国建国大学出身で、のちウランバートル国立博物館に勤務した。